# Photofan
Photofan est un magazine bimestriel français consacré à la photographie édité par le groupe Éditions Jibena. Il a été créé en janvier 2004 par Guy-Michel Cogné (directeur de la rédaction de Chasseur d'Images depuis 1976).
Photofan se définit comme un « montreur d'images » et traite de la photographie sous tous ses aspects, mais en privilégiant l'image et le travail des auteurs plutôt que la technique. Ses sujets de prédilection sont le reportage, le photojournalisme, la photo d'art, mais aussi la photo animalière et de nature qui représente une part importante de sa pagination.  
Photofan a cessé de paraître le 15 septembre 2009. 
Guy-Michel Cogné est à la fois directeur de la rédaction et éditeur du magazine. Il le réalise en parallèle avec ses fonctions de directeur de Chasseur d'Images.
Le magazine est diffusé en France, Belgique, Suisse, Italie, Espagne et Canada. Sa pagination moyenne est de 120 pages. La rédaction est installée dans les mêmes locaux que Chasseur d'Images, dans la Vienne, à Senillé.